# Kagghamra
Kagghamra is een plaats in de gemeente Botkyrka in het landschap Södermanland en de provincie Stockholms län in Zweden. De plaats heeft 139 inwoners (2005) en een oppervlakte van 48 hectare.

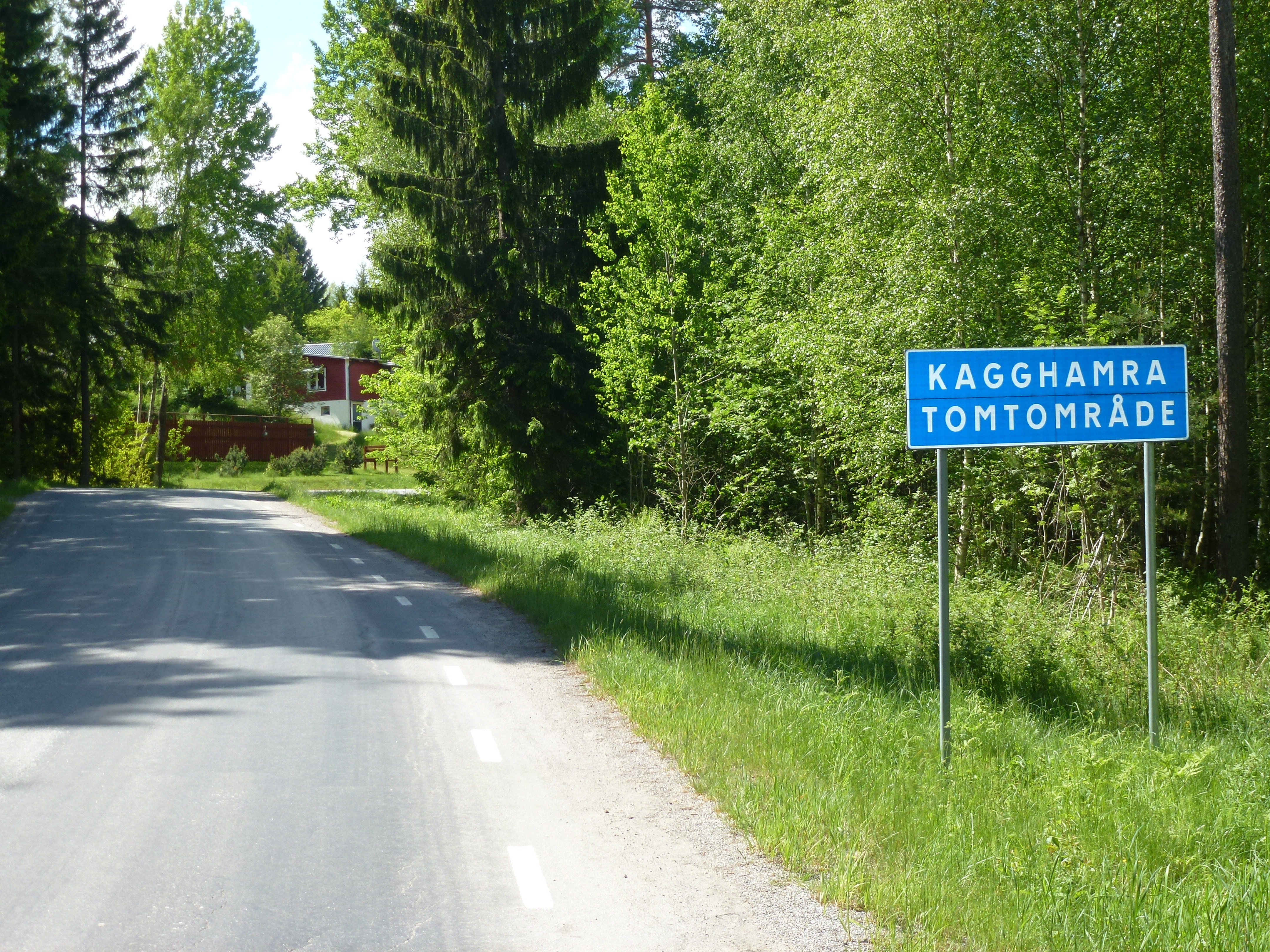
Kaggharamra tomtområde